# UFC Fight Night: Iaquinta vs. Cowboy
UFC Fight Night: Iaquinta vs. Cowboy (também conhecido como UFC Fight Night 151 ou UFC on ESPN+ 9) foi um evento de MMA produzido pelo Ultimate Fighting Championship no dia 04 de maio de 2019, no Canadian Tire Centre, em Ottawa, Canadá.

## Background
O evento marca a segunda visita do UFC a Ottawa, a primeira vez aconteceu em junho de 2016 no evento UFC Fight Night: MacDonald vs. Thompson.
A luta na categoria peso leve entre Al Iaquinta e o ex-desafiante da categoria Donald Cerrone serviu de luta principal da noite.
O duelo nos pesados entre Walt Harris e Aleksei Oleinik era esperado para acontecer neste evento. Porém, no dia 3 de abril, foi anunciado que Oleinik iria substituir Alexander Volkov contra Alistair Overeem no UFC Fight Night: Overeem vs. Oleinik. Ele então foi substituído por Sergey Spivak.
Leah Letson era esperada para enfrentar Sarah Moras no evento. Entretanto, Letson foi removida do card no início de abril por problemas de saúde e foi substituída por Macy Chiasson.
Brian Kelleher era esperado para enfrentar Mitch Gagnon no evento. Mas, Kelleher saiu do combate em 10 de abril devido a uma lesão e foi substituído pelo estreante Cole Smith.
A luta nos meio-médios entre Siyar Bahadurzada e Nordine Taleb era esperado para este evento. Contudo, no dia 24 de abril, Bahadurzada saiu do combate por conta de uma lesão e foi substituído por Kyle Prepolec.

## Bônus da Noite
Os lutadores receberam $50.000 de bônus:
- Luta da Noite:  Donald Cerrone vs.  Al Iaquinta
- Performance da Noite:  Walt Harris e  Macy Chiasson